# مالکوم والوپ
مالکوم والوپ (به انگلیسی: Malcolm Wallop) سناتور سابق عضو حزب جمهوری‌خواه ایالات متحده آمریکا بود. وی در سال ۱۹۷۷ تا ۱۹۹۵ میلادی سناتور ایالت وایومینگ در سنای ایالات متحده آمریکا بود.